# Philibert de Tolède
Saint Philibert est un martyr vénéré avec Fabrice à Tolède, année 417[pas clair].